# Teinobasis alternans
Teinobasis alternans – gatunek ważki z rodziny łątkowatych (Coenagrionidae).